# Tulcea (grad)
Tulcea (grčki: Aegyssus, turski:Hora-Tepé, Tolçu) je grad u županiji Tulcea u Rumunjskoj.

## Zemljopis
Grad se nalazi na delti Dunava u jugoistočnoj Rumunjskoj u povijesnoj pokrajini Dobrudži. Zahvaljujući delti Dunava grad se razvio u riječnu luku.

## Stanovništvo
Grad je 2002. godine imao 91.875 stanovnika, dok je prosječna gustoća naseljenosti 868 stan./km². 2002. godine u gradu prema etničkoj pripadnosti živi najviše Rumunja 92,3%, Lipovana ima 3,4%, Turaka 1,4%, Roma 1,36%, Cincara 0,88%.

## Gradovi prijatelji
- Aalborg, Danska
- Rovigo, Italija
- Šumen, Bugarska
- Ilion, Grčka
- Bishopstown, Irska
- Puškin, Rusija

## Vanjske poveznice
- Službena stranica grada

### Ostali projekti
|  | Zajednički poslužitelj ima još gradiva o temi Tulcea |